# Piazzale Roma, Venecija
Piazzale Roma je jedini venecijanski trg do kojeg je moguće doći automobilom, u sestieru San Polo - Italija.
Na Piazzale Roma nalazi se venecijanska autobusna stanica, nekoliko zgrada velikih garaža i stajalište taksista. Odmah pored trga je stanica vaporetta na Kanalu Grande i jedan od rijetkih gradskih parkova - Giardini Papadopoli
Preko novog mosta Ponte della Costituzione sad je moguće puno brže stići do Željezničke stanice - Santa Lucia, a preko mosta Ponte degli Scalzi pješke otići do središta grada.
Nova žičara People Mover olakšava vozačima, i turistima da se za tri minute prebace od Piazzale Roma do udaljenih parkirališta, i luke na Tronchettu.

## Povijest
Trg je izgrađen za vrijeme fašističke vladavine u Italiji, i svečano otvoren - 25. travnja 1933., istovremeno kad je pušten u promet most preko lagune do kopna Ponte della Libertà (tada zvan Littorio).  
Tadašnji venecijanski gradonačelnik Massimo Cacciari, predložio je u kolovozu 2008. da se trg preimenuje u Ponte della Costituzione jer je upravo tad izgrađen istoimeni most, željevši istovremeno naglasiti antifašizam Venecije, jer je staro ime često vezivano uz uspjehe Benita Mussolinija i njegovog režima, njegov prijedlog nije prošao.

## Vanjske poveznice
- Se si arriva con la macchina  Arhivirana inačica izvorne stranice od 5. ožujka 2021. (Wayback Machine) (tal.)
- Karta Piazzale Roma  Arhivirana inačica izvorne stranice od 19. lipnja 2013. (Wayback Machine)